# Gaël Monfils
Gaël Monfils (født 1. december 1986 i Paris, Frankrig) er en fransk tennisspiller, der blev professionel i 2004. Han har igennem sin karriere (pr. juni 2023) vundet 11 singletitler, og hans højeste placering på ATP's verdensrangliste er en 6. plads, som han opnåede i marts 2016.

## Grand Slam
Monfils' bedste Grand Slam-resultat i singlerækkerne kom ved French Open i 2008, hvor han nåede frem til semifinalerne, som han dog tabte til verdensetteren, schweiziske Roger Federer.